# Alessandro Maggiori
Alessandro Maggiori (Fermo, 30 gennaio 1764 – 1834) è stato un collezionista d'arte, scrittore e critico d'arte italiano.

## Biografia
Nasce a Fermo nel suo palazzo di famiglia nel 1764 dal conte Annibale (1731-1809), appartenente al casato fermano dei conti Maggiori e dalla marchesa Anna Rosa Sciarra dei marchesi di Acquaviva Picena (1747-1815).
I primi studi li effettuò presso il collegio Campana di Osimo, dove  tra i compagni di studio ebbe Annibale della Genga futuro papa con il nome di Leone XII, per poi proseguirli presso il collegio Montalto di Bologna, uno dei più prestigiosi dello Stato Pontificio, istituito da papa Sisto V.
Terminati gli studi giuridici presso l'ateneo bolognese, lavorerà con il famoso giureconsulto Cavalier Luigi Salina.
In questo periodo della sua vita alternerà il suo lavoro di avvocato con lo studio delle belle arti, uno studio che ben presto si convertirà in collezionismo, facendone una delle figure predominanti nell'Italia ottocentesca.
Da Bologna si trasferirà a Roma
Nipote del vescovo Vincenzo Maggiori fratello di Lorenzo Maggiori
Successivamente proseguì gli studi a Bologna presso il collegio Montalto. Visse quindi a Roma e si ritirò a Sant'Elpidio a Mare, nella villa detta “Il Castellano”.
Fu esponente dell'aristocrazia d'orientamento liberale. Pubblicò alcune opere in base ad un criterio di utilità, fra cui diversi trattati di agronomia e la prima edizione moderna commentata delle Rime di Michelangelo Buonarroti (1817), il Dialogo intorno alla vita e le opere di Sebastiano Serlio architetto bolognese (1824), le guide artistiche delle città di Ancona e Loreto (1832) e Indicazioni al forestiere delle pitture sculture architetture e d'altro genere che si vedono oggi dentro la sacrosante basilica di Loreto e in altri luoghi della città (1824) e la Raccolta di proverbi e detti sentenziosi (1833).
Fu critico d'arte (pubblicò le critiche alle opere degli artisti romani nel giornale Il Capriccio) e fu collezionista di disegni antichi, i quali alla sua morte, nel 1834, furono raccolti nel "Centro Alessandro Maggiori" di Monte San Giusto.